# Невена Стефанова
Невена Борисова Стефанова е българска поетеса, преводачка и есеистка.

## Биография и творчество
Родена е в София през 1923 година в семейството на писателя Борис Светлинов. Завършва гимназия през 1941 година и специалност „Живопис“ в Държавната художествена академия през 1946 година. Преподавател ѝ е проф. Илия Петров. През 1945 година сключва брак с писателя и драматург Михаил Величков (1917 – 1993). Отива в Унгария, за да изучава унгарски език и да превежда унгарска поезия (1949 – 1951).
През 1952 и между 1960 – 1963 година Стефанова работи като редактор в сценарната комисия при Българска кинематография. През 1957 година работи като редактор във вестник „Народна култура“, а през 1958 – 1959 година – в списание „Жената днес“.
Поетичният дебют на Невена Стефанова е през 1945 година с поемата „Без име“. Автор е на множество поетични, публицистични и документални книги:
- 1945 – „Без име: лирична поема“ („НС ОФ“, С.)
- 1948 – „Стихотворения“, библ. „Смяна“ („Народна младеж“, С.)
- 1951 – „Лято в пустата“, стихотворения („Български писател“, С.)
- 1952 – „Щит на мира“, поема („Профиздат“, С.)
- 1954 – „Гласовете на равнината. Стихотворения“ („Български писател“, С.)
- 1957 – „Стихове“ („Български писател“, С.)
- 1958 – „Цветен филм", библ. „Стършел“ №20 („Профиздат“, С.)
- 1959 – „Романтично пътешествие: пътеписи и очерки“ („Български писател“, С.)
- 1960 – „Откриване на света“, повести („Профиздат“, С.)
- 1962 – „Созополски стъклописи“, размисли, портрети и скици („Профиздат“, С.)
- 1963 – „Нови стихове“ („Български писател“, С.)
- 1964 – „Пътешествия: Бележки, импресии, очерки“ („Държавно издателство“, Варна)
- 1965 – „Из лабиринта на Родопа“, пътни бележки („НС ОФ“, С.)
- 1965 – „През девет баиря“, пътни бележки – от Родопите („Христо Г. Данов“, Пловдив)
- 1966 – „Антология на съвременната френска поезия“ (съставителство, „Народна култура“, С.)
- 1967 – „Писма и стихове“ („Български писател“, С.)
- 1968 – „Поезия“ („Български писател“, С.)
- 1970 – „Непознати улици. Стихотворения“ („Български писател“, С.)
- 1972 – „В гипсовата отливка“, повест („Български писател“, С.)
- 1973 – „Откровения“, стихотворения („Български писател“, С.)
- 1974 – „Гипсовата отливка. Dum spiro, spero“, повест и пътепис („Български писател“, С.)
- 1975 – „Следата от нас (художествено-документален дневник)“ („Български писател“, С.)
- 1978 – „Последното денонощие“, роман („Български писател“, С.)
- 1981 – „Книга за Златю Бояджиев“ (издателство „Христо Г. Данов“, Пловдив)
- 1981 – „Книга за Васил Бараков“ (издателство „Христо Г. Данов“, Пловдив)
- 1981 – „Книга за Давид Перец“ (издателство „Христо Г. Данов“, Пловдив)
- 1981 – „100 шедьоври на европейската любовна лирика XX в.“ сборник (подбор и предговор, „Народна култура“, С.)
- 1983 – „Избрани произведения“ в два тома („Български писател“, С.)
- 1984 – „Докато ви чакаме“, роман-хроника („Български писател“, С.)
- 1986 – „Амплитуди (портрети, есета, спомени, скици)“ („Български писател“, С.)
- 1987 – „Две далечни светлини. Страници от семейния архив“ („Български писател“, С.)
- 1995 – „Мистичният път“, лирика („Хемус“, С.)
- 1997 – „Помръкнали сияния“, стихове и проза („Свободно поетическо общество“, С.)
- 1998 – „Книга за Михаил Величков“ (ИК „Зограф“, Варна)
- 2001 – „Авантюри. Опити за автобиография“ („Отечество (издателство)“, С.)
- 2003 – „Императрица Зое“ (ИК „Факел“, ISBN 9544110855)
- 2004 – „Личности и съдби“ (ИК „Гутенберг“, София, ISBN 954-9943-76-3)

Две от книгите ѝ, „През девет баира“ (1965) и „Нови стихове“ (1963) са забранени от властите преди 1989 година. През 1988 година става член-съучредител на Клуба за подкрепа на гласността и преустройството в България. От 1990 година е член на ръководството на Българския ПЕН център.

## Родословие
|                                |                                |                                |                                |                                |                                |  |  | Петър Богданов                |                               |                               |                               |                               |                               |  |  |                                |                                |                                |                                |                                |                                |  |  |                                |                                |                                |                                |                                |                                |  |  |
|                                |                                |                                |                                |                                |                                |  |  |                               |                               |                               |                               |                               |                               |  |  |                                |                                |                                |                                |                                |                                |  |  |                                |                                |                                |                                |                                |                                |  |  |
|                                |                                |                                |                                |                                |                                |  |  |                               |                               |                               |                               |                               |                               |  |  |                                |                                |                                |                                |                                |                                |  |  |                                |                                |                                |                                |                                |                                |  |  |
| Тодор Богданов (? – след 1938) | Тодор Богданов (? – след 1938) | Тодор Богданов (? – след 1938) | Тодор Богданов (? – след 1938) | Тодор Богданов (? – след 1938) | Тодор Богданов (? – след 1938) |  |  | Георги Богданов (1879 – 1939) | Георги Богданов (1879 – 1939) | Георги Богданов (1879 – 1939) | Георги Богданов (1879 – 1939) | Георги Богданов (1879 – 1939) | Георги Богданов (1879 – 1939) |  |  | Роксандра Богданова (1871 – ?) | Роксандра Богданова (1871 – ?) | Роксандра Богданова (1871 – ?) | Роксандра Богданова (1871 – ?) | Роксандра Богданова (1871 – ?) | Роксандра Богданова (1871 – ?) |  |  | Илия Попстефанов (1866 – 1936) | Илия Попстефанов (1866 – 1936) | Илия Попстефанов (1866 – 1936) | Илия Попстефанов (1866 – 1936) | Илия Попстефанов (1866 – 1936) | Илия Попстефанов (1866 – 1936) |  |  |
| Тодор Богданов (? – след 1938) | Тодор Богданов (? – след 1938) | Тодор Богданов (? – след 1938) | Тодор Богданов (? – след 1938) | Тодор Богданов (? – след 1938) | Тодор Богданов (? – след 1938) |  |  | Георги Богданов (1879 – 1939) | Георги Богданов (1879 – 1939) | Георги Богданов (1879 – 1939) | Георги Богданов (1879 – 1939) | Георги Богданов (1879 – 1939) | Георги Богданов (1879 – 1939) |  |  | Роксандра Богданова (1871 – ?) | Роксандра Богданова (1871 – ?) | Роксандра Богданова (1871 – ?) | Роксандра Богданова (1871 – ?) | Роксандра Богданова (1871 – ?) | Роксандра Богданова (1871 – ?) |  |  | Илия Попстефанов (1866 – 1936) | Илия Попстефанов (1866 – 1936) | Илия Попстефанов (1866 – 1936) | Илия Попстефанов (1866 – 1936) | Илия Попстефанов (1866 – 1936) | Илия Попстефанов (1866 – 1936) |  |  |